# 第一次夏天
「第一次夏天」（日语：はじめての夏）是SMAP的第8張單曲，於1993年6月6日由Victor Entertainment發行。

## 簡介
- 當初此歌名原本是「夏がやってくる（夏天來到了）」，在廣播中也是以這歌名介紹，直到正式發售前才改名。
- 動畫「百變小姬子」第二季片尾歌[2]
- 「第一次夏天」的新錄制版本收錄在1995年1月1日發售的《Cool》及1997年3月26日發售的《WOOL》，Remix版本收錄在1995年11月22日發售的《BOO》，而單曲版本則收錄在2001年3月23日發售的《Smap Vest》，B面歌曲沒有收錄在任何專輯。

## 收錄歌曲
1. 第一次夏天
  - 作詞:森浩美 / 作曲:馬飼野康二 / 編曲:長岡成貢 / 合唱編排:松下誠
2. これから海へ行こうよ
  - 作詞:真名杏樹  / 作曲:多多納好夫  / 編曲:重實徹
3. 第一次夏天 (Original Karaoke)
4. これから海へ行こうよ (Original Karaoke)

## 相關連結
- 第一次夏天 （页面存档备份，存于） （Victor Entertainment）（日語）